# Hossein Rahmani Manesh
Hossein Rahmani Manesh (Teerão,7 de novembro de 2004) é um ator de cinema iraniano.

## Biografia
Sua primeira aparição na série Charkhooneh., dirigida por Soroush Sehat em 2007, foi capaz de interpretar dois papéis curtos. Ele pôde assistir às aulas de Hamid Samandarian, o que o levou a interpretar vários curtas no filme "Sobre Eli". de 2009, dirigido por Asghar Farhadi em 2009, e seu sucesso no segundo filme de Asghar Farhadi se refletiu no filme seguinte. Sua atuação continua estudando e estudando teatro.

## Livros
Garota prodígio da ginástica..
Jogadores de futebol do mundo.
Visão geral da reabilitação.

## Aryan Star
Em 2015, Hossein Rahmani Manesh decidiu lançar uma coleção de estrelas arianas. Ele conseguiu uma boa entrevista com alguns convidados famosos, e esta coleção existe desde 2015. Mostra e atualmente participa de atividades de coleção
- Amirabbas Rajabian.[5]
- Arat Hosseini.[6]
- Mehdi Taremi
- Mehran Ghafourian

## Atividades políticas e culturais
Desde 2011 e 2013, o Centro de Treinamento Integral da Cultura Iraniana.
Desde 2015 e 2017, fortalecendo o aprendizado e a atuação do estilo científico
Desde 2021, a parte política do cinegrafista do Parlamento iraniano